# Никирса Марія Дмитрівна
Марія Дмитрівна Никирса (10 червня 1949, с. Кобаки Косівського району на Івано-Франківської області) — українська архівістка, краєзнавиця, перекладачка, науковиця.

## Біографія
Никирса (Боднарук) Марія народилася 10 червня 1949 року у с. Кобаки Косівського району Івано-Франківської області.
Закінчила факультет іноземних мов Чернівецького державного університету (1971) та [[Російський державний гуманітарний університет|однорічний курс підвищення кваліфікації при Московському державному історико-архівному Інституті (1986). 3 1975 року працювала в Державному архіві Чернівецької області на посадах молодшої, а згодом старшої наукової співробітниці відділу дорадянських фондів.
З 1982 і до 2005 року очолювала відділ інформації, публікації та наукового використання документів.
З 2001 року по 2009 рік обіймала посаду наукової співробітниці Чернівецького національного університету імені Юрія Федьковича (до 2005 року за сумісництвом).
Марія Никирса упорядкувала та описала фонди Буковинської крайової управи, Чернівецького міського магістрату, Буковинського сейму, працювала над створенням предметно-систематичного каталогу архіву, брала участь в виявленні та археологічному опрацюванні документів для союзних та республіканських збірників.
Авторка близько 40 фотогазет та документальних виставок. За результатами своєї діяльності публікувалась в журналі «Архіви України». Багаторазово виступала з доповідями на українських і міжнародних історико-краєзнавчих наукових конференціях. Брала активну участь в видавничій діяльності архіву, авторка і співавторка ряду видань. Регулярно публікує статті та добірки документів в обласних та міських газетах.
За значний внесок у розвиток краєзнавства України та пропаганду джерел з історії рідного краю отримала подяку від Всеукраїнської спілки краєзнавців України (1987).
Неодноразово нагороджувалась Почесними грамотами Чернівецької обласної ради, облдержадміністрації та міськради. За рішенням колегії Головного архівного управління при Раді Міністрів УРСР та президії ЦК профспілки працівників держустанов нагороджена нагрудним знаком «Відмінник архівної справи» (1988).
Членкиня Президії Чернівецького обласного відділення та заступниця голови Чернівецького міського відділення Всеукраїнської спілки краєзнавців, членкиня геральдичної та топонімічної комісії Чернівецької міської ради, консультаційної науково-реставраційної ради при відділі заповідної території департаменту міського комплексу та земельних відносин.

## Наукова і перекладацька творчість
Наукові та науково-популярні видання:
- Чернівці. Документальний нарис з історії вулиць і площ.- Чернівці.- Золоті Литаври, 2008.- 452 ст.(авторське видання);
- Чернівці: Історія і сучасність (Ювілейне видання до 600-річчя першої писемної згадки про місто) [Кол. монографія] За заг. ред. В. М. Ботушанського.- Чернівці: Зелена Буковина, 2009.- 586 с.(в співавторстві);
- «… zwischtn dem Osten und dem Westen Europas». Deutschsprachige Presse in Czrnowitz bis zum Zweiten Weltkrig.- Herausgegeben von Susanne Marten-Finnis und Walter Schmitz- Thelem.- 2005.(в співавторстві).;
- Die Bestande des Staatlichen Archvs Chrnivtsi/Czernowitz zur Bildungsgeschichte in der osterreichischen Epoche der Bukowina (1775—1918). Von Elmar Lechner, Marija Nikirsa und Sergij Osaczuk.- Klagenfurt.- 2005.(в співавторстві);
- Матеріали другої наукової геральдичної конференції, Львів, 1992;
- Матеріали Міжнародної наукової конференції «Меценат та культура громадського дарунку в Центральній Європі 19-20 століття» (Чернівці, Україна; Прага, Чехія).- Чернівці: Чернівецький національний університет, 2009.- 188 с.

Збірники документів та матеріалів:
- "Державний архів Чернівецької області. Фонди дорадянського періоду.- Київ-Чернівці.- 2006.- 443 с. (член редакційної колегії та співупорядник);
- «Під колоніальним гнітом: Північна Буковина у другій половині XIX — на поч. XX ст.».- Ужгород: Карпати, 1986;
- "Єврейське населення та розвиток єврейського національного руху на Буковині в останній чверті 18 -го — на початку 20-го ст.: Збірник документів та матеріалів.- Чернівці: ТОВ «Видавництво „Наші книги“», 2007.- 464 с., 32 іл. (в співавторстві).

Історичні розвідки:
- «Народне віче Буковини: 1918—1993».- Чернівці: Прут, 1994
- "Від гімназії до колегіуму: До 100-річчяукраїнської середньої загальноосвітньої школи на Буковині* (1996),
- «Чернівецька загальноосвітня школа № 1 ім. М. Емінеску. 190років» (1998),

Довідники:
- Короткий довідник фондів архіву*(співупорядник) (1978);
- «Документальна скарбниця Буковини. До 90-річчя створення архіву»,- Чернівці: Букрек,1998;
- «Нації та народності у фондах Державного архіву Чернівецької області (1775—1940)» .- Чернівці: Золоті литаври, 2003,

Путівники:
- Путівник «Чернівці».-Чернівці: Арден, 1994;
- Барвиста Буковина: Горизонти цільового туризму.- Чернівці: Прут, 1995.- 152 с. (в співавторстві).

Буклети:
- Чернівецька ратуша. Минуле та сьогодення.- Чернівці: Місто, 2001;
- Державний архів Чернівецької області.- Чернівці: Золоті литаври, 2002;
- Серце моє — Чернівці. Будинки — ювіляри 2008 року.- Чернівці: Книги — ХХІ, 2008.

## Перекладацька діяльність
- Осип Маковей. «Життєпис Осипа Юрія Гординського-Федьковича».- Чернівці: Золоті литаври, 2005 (Переклад німецькомовних текстів) .

## Нагороди
- Відмінник архівної справи (1988);
- Медаль «На славу Чернівців» (2008);
- Почесний громадянин міста Чернівці (2018).